# Famiglia dolce famiglia
Famiglia dolce famiglia (Die glückliche Familie), nota talvolta anche con il titolo Happy Family è una serie televisiva tedesca ideata da Jörg Grünler ed Eckhart Schmidt  e prodotta dal 1987 al 1991 da Bayerischer Rundfunk e TNF Tele-Norm-Film  per ARD 1 (Das Erste). Protagonisti della serie sono Siegfried Rauch, Maria Schell, Julia Heinemann, Maria Furtwängler, Susanna Wellenbrink ed Elisabeth Welz.
La serie si compone di 3 stagioni, per un totale di 52 episodi, della durata di 25 minuti ciascuno.  Il primo episodio, intitolato Das erste Mal, venne trasmesso in prima visione il 20 ottobre 1987; l'ultimo, intitolato Das Leben geht weiter, venne trasmesso in prima visione il 3 luglio 1991.
In Italia, la serie è stata trasmessa da Raidue e da emittenti locali.

## Trama
Protagonista della serie è la famiglia Behringer, una famiglia di Monaco di Baviera, composta dal capofamiglia Florian, dalla moglie Maria e dalle tre figlie Katja, Alex e Tami, oltre che dalla governante Erna.
Nel corso delle vicende, Florian si trasferisce per un breve periodo per lavoro in Texas, dove le seguono la moglie e la figlia più piccola, Tami, mentre Alex, dopo aver lasciato la scuola si prende incinta a 18 anni del suo ragazzo Richy, che poi lascia per Wolfi. Katja, la più grande delle figlie dei Behringer, si trasferisce invece in Irlanda, dove si sposa con James.

## Personaggi e interpreti
- Florian Behringer, interpretato da Siegfried Rauch: è il capofamiglia; lavora come ingegnere in una ditta aerospaziale[2][6]
- Maria Behringer, interpretata da Maria Schell: è la moglie di Florian; di professione casalinga, come secondo lavoro fa la giornalista per una rivista femminile[2][6]
- Katja Behringer, interpretata da Maria Furtwängler: è la più grande delle figlie dei Behringer; ha 22 anni e studia moda all'Università[4][6]
- Alexandra "Alex" Behringer, interpretata da Julia Heinemann:  ha 17 anni e odia la scuola[4][6]
- Tami Behrigner, interpretata da Susanna Wellenbrink: è la più giovane delle figlie dei Behringer; frequenta ancora la scuola[6]
- Erna von Wittgenstein, interpretata da Elisabeth Welz: è la governante dei Behringer[2][6]
- Nonno Behringer, interpretato da Fritz Strassner: è il padre di Florian[6]
- Ilse, interpretata da Mady Rahl: è la fidanzata e poi seconda mogllie di Nonno Behringer[6]
- James, interpretato da Johathan Ryan: è il fidanzato e poi marito di Katja[6]
- Richie, interpretato da Sönke Wortmann: è il primo ragazzo di Alex[6]
- Wolfi, interpretata da Peter Kraus: è il secondo ragazzo di Alex[6]

## Episodi
| Stagione         | Puntate | Prima TV Germania | Prima TV Italia |
| ---------------- | ------- | ----------------- | --------------- |
| Prima stagione   | 10      | 1987              |                 |
| Seconda stagione | 16      | 1990              |                 |
| Terza stagione   | 26      | 1991              |                 |